# Pandemonium (Paradisul pierdut)

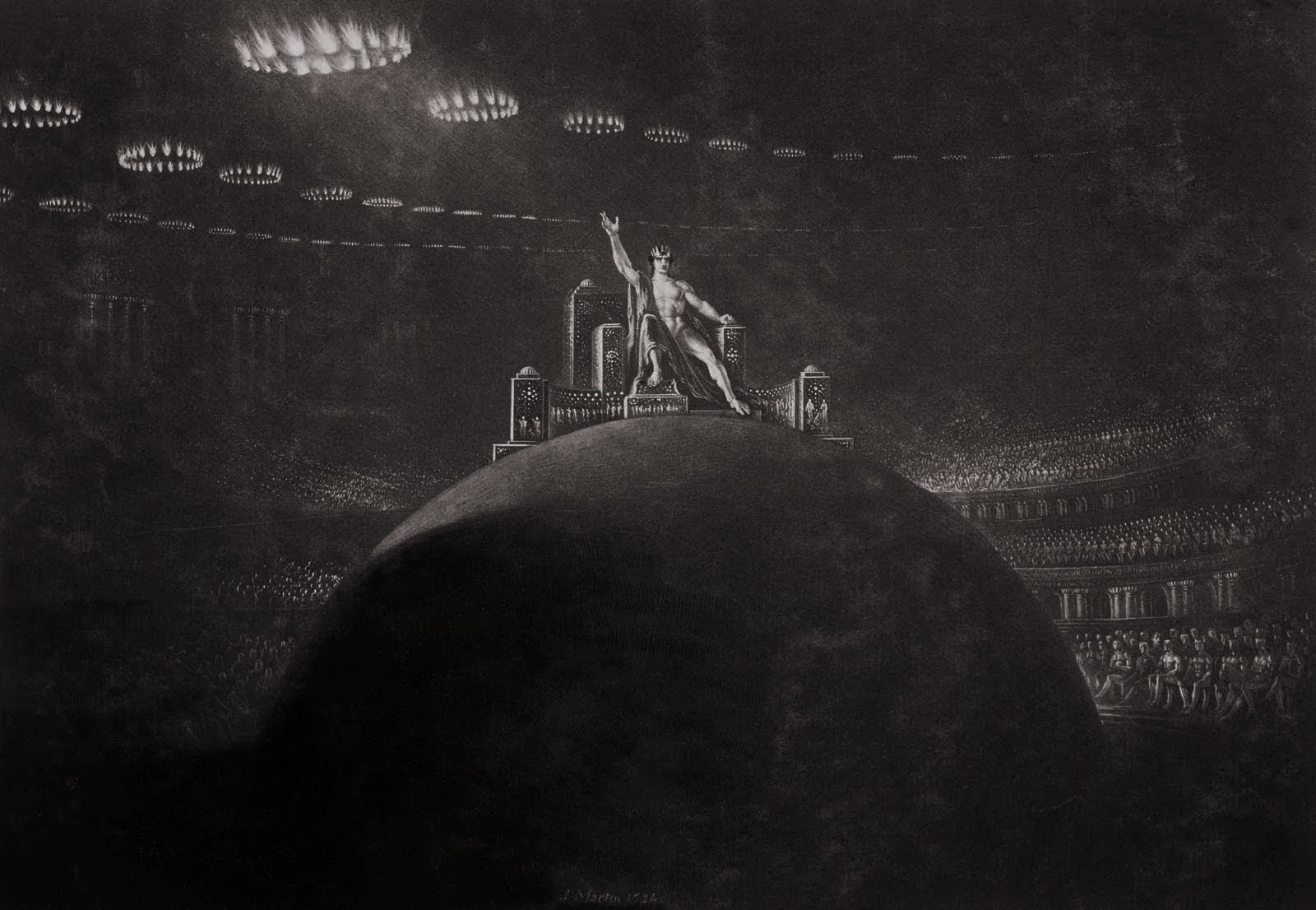
John Martin, Satana prezidând Sinodul Infernal, c. 1823–1827

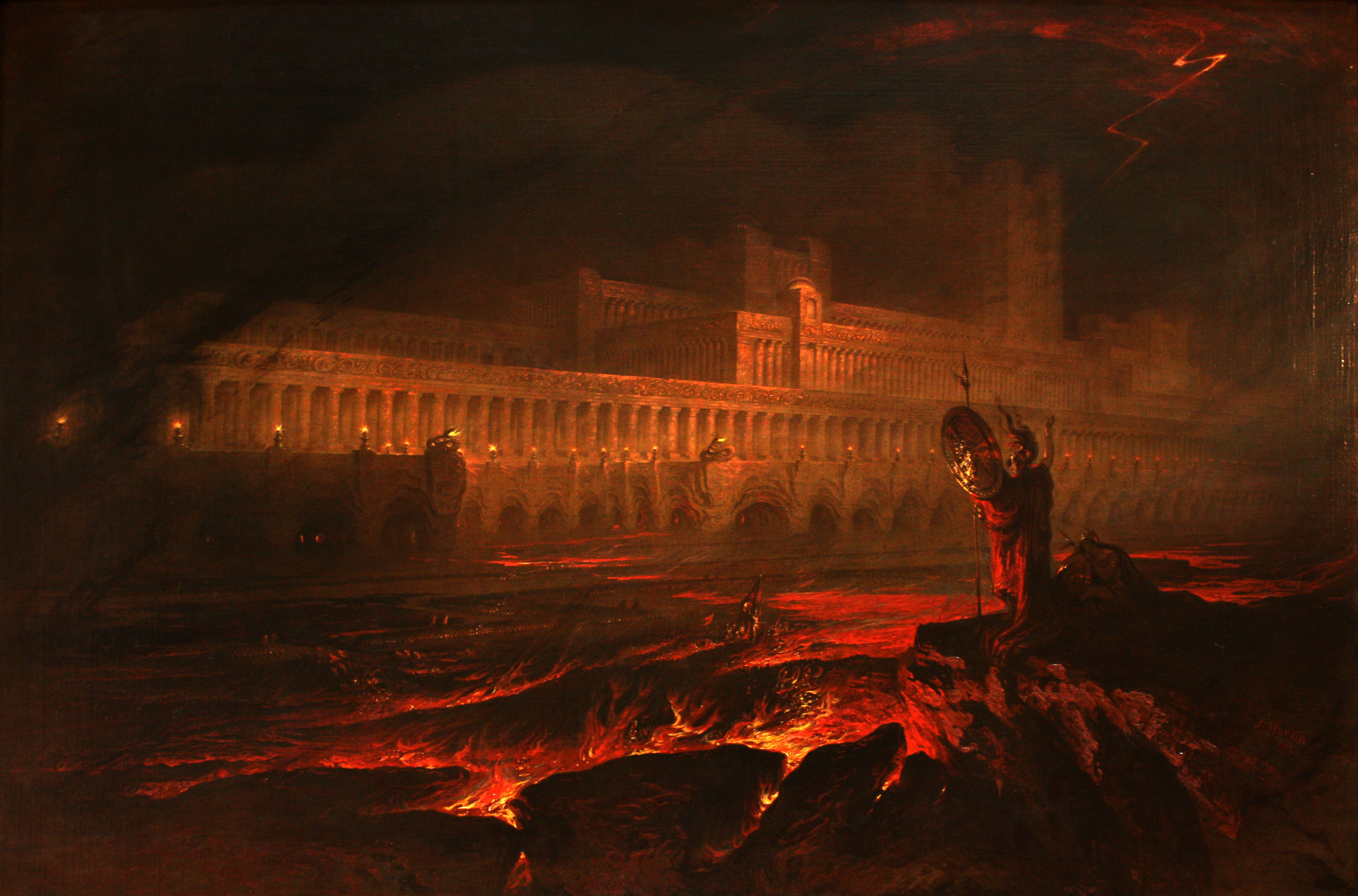
, Pandemonium, 1841

Pandemonium este capitala Iadului în poemul epic Paradisul pierdut al lui John Milton.
„Pandæmonium” (în unele versiuni „ Pandemonium”) provine din grecescul „παν”, care înseamnă „toți” sau „fiecare”, și „δαιμόνιον”, o formă diminutivă care înseamnă „duh mic”, „înger mic” sau, așa cum l-au interpretat creștinii, „mic demon”, iar mai târziu, „demon”. Prin urmare, se traduce aproximativ ca „toți demonii”, dar poate fi interpretat și ca Παν-δαιμον-ειον, Pandemoneios sau „locul-tuturor-demonilor”.
John Milton a inventat numele pentru capitala Iadului, „marea capitală a lui Satan și a semenilor săi”, construită de îngerii căzuți la sugestia lui Mamona la sfârșitul cărții I  Paradisul pierdut (1667). A fost proiectat de arhitectul Mulciber, care a proiectat palate în Rai înainte de căderea sa. (În vremea romanilor, Mulciber era un alt nume pentru zeul roman Vulcan.) Cartea a II-a începe cu dezbaterea „Consiliului Stygian” din Pandemonium. Demonii l-au construit în aproximativ o oră, dar a depășit cu mult toate palatele sau locuințele umane; probabil că era destul de mic, totuși, deoarece sala sa spațioasă este descrisă ca fiind foarte aglomerată de roiul de demoni, care erau mai înalți decât orice om uman, dar la un semnal au fost micșorați de la dimensiunea lor titanică la mai puțin decât „cei mai mici pitici". Este descris a fi făcut din aur solid.